# Església de Sant Blai de Dubrovnik
L'església de Sant Blai (Svei Vlaho) de Dubrovnik (Croàcia) és un edifici religiós d'aquesta ciutat dedicat al seu patró. Fou construïda el 1715.
Al davant de l'església s'alça una gran bandera de la República de Ragusa, blanca amb vores vermelles, triforcada, i la paraula libertas escrita amb vermell, punt que marca el final de la Placa o carrer principal.